# محمد ابراهیمی (بازیکن فوتبال، زاده ۱۳۶۵)
محمد ابراهیمی (زاده ۱۰ آبان۱۳۶۳ در کازرون) بازیکن فوتبال ایرانی است که وی هم‌اکنون بازنشسته شده‌است.
او فوتبال خود را از جوانان شهدای کازرون آغاز کرد. پس از گذراندن دوران سربازی در این تیم مورد توجه جمشید غدیری مربی وقت پیام مخابرات شیراز قرار می‌گیرد و به این تیم منتقل می‌گردد. پس از دو سال حضور با این تیم در در لیگ دو و قهرمانی در این لیگ، موفّق به صعود به لیگ یک آزادگان می‌گردد. با کسب عنوان آقای گلی در گروه دو لیگ آزادگان مورد توجّه تیم تراکتورسازی قرار می‌گیرد. به این تیم منتقل شده و به مدّت ۷ سال در این باشگاه ماندگار می‌شود.

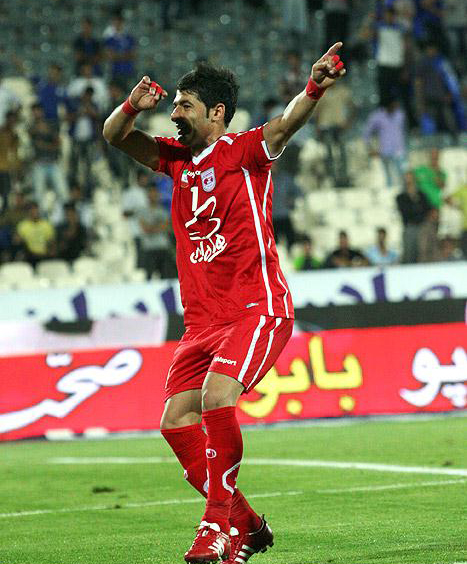
شادی گل محمّد ابراهیمی به سبک رقص آذری

## آمار باشگاهی[۲]
| ۸۸–۸۶   | پیام مخابرات شیراز | لیگ آزادگان   | ۳۴  | ۱۳                           |   |   | - | -         | ۳۴ | ۱۳ |
| ۸۹–۸۸   | تراکتور سازی       | لیگ خلیج فارس | ۳۲  | ۱۰                           |   |   | - | -         | ۳۲ | ۱۰ |
| ۹۰–۸۹   | تراکتور سازی       | لیگ خلیج فارس | ۳۲  | ۴                            | ۲ | ۱ | - | -         | ۳۴ | ۵  |
| ۹۱–۹۰   | تراکتور سازی       | لیگ خلیج فارس | ۳۰  | ۷                            | ۱ | ۰ | - | -         | ۳۱ | ۷  |
| مجموع   | ایران              | ایران         | ۱۲۸ | ۳۴                           | ۳ | ۱ | ۰ | ۰\|\|\|\| |    |    |
| کل دوره | کل دوره            | کل دوره       |     | ۳۴\|\|\|\|\|\|۰\|\|۰\|\|\|\| |   |   |   |           |    |    |

- پاس گل

| فصل   | تیم          | پاس |
| ----- | ------------ | --- |
| ۸۹–۸۸ | تراکتور سازی | ۲   |
| ۹۰–۸۹ | تراکتور سازی | ۱۰  |
| ۹۱–۹۰ | تراکتور سازی | ۶   |

- حضور در تراکتورسازی (آمار تفکیکی)

| فصل   | تعداد بازی | بازی کامل | تعویض (وارد) | تعویض (خارج) | کارت زرد | گل (میزبان) | گل (مهمان) |   |
| ۸۹–۸۸ | ۳۲         | ۱۷        | ۳            | ۱۲           | ۲        | ۱۰          | ۶          | ۴ |
| ۹۰–۸۹ | ۳۲         | ۲۲        | ۳            | ۷            | ۵        | ۴           | ۲          | ۲ |
| ۹۱–۹۰ | ۳۰         | ۱۱        | ۶            | ۱۳           | ۹        | ۷           | ۵          | ۲ |
| مجموع | ۹۴         | ۵۰        | ۱۲           | ۳۲           | ۱۶       | ۲۱          | ۱۳         | ۸ |

## حضور در تیم ملی
اوّلین بازی ملّی او در ۷ خرداد ۱۳۹۱ در یک مسابقه دوستانه مقابل تیم ملّی آلبانی انجام پذیرفت. او تنها در ۴ دیدار ملّی حضور داشته‌است.
| تاریخ مسابقه | محل برگزاری بازی | حریف     | نتیجه | نوع رقابت              | تعداد گل محمد ابراهیمی |
| ------------ | ---------------- | -------- | ----- | ---------------------- | ---------------------- |
| ۱۳۹۱         | استانبول، ترکیه  | آلبانی   | ۱–۰   | دوستانه                | ۰                      |
| ۱۳۹۱         | تاشکند، ازبکستان | ازبکستان | ۰–۱   | مقدماتی جام جهانی ۲۰۱۴ | ۰                      |
| ۱۳۹۱         | امان، اردن       | اردن     | ۰–۰   | دوستانه                | ۰                      |

- در قسمت نتیجه، گل زدهٔ ایران در ابتدا آمده‌است.

## افتخارات
باشگاهی
- نائب قهرمانی لیگ برتر فوتبال ایران ۹۱-۹۰ به همراه باشگاه تراکتورسازی تبریز
- نائب قهرمانی لیگ برتر فوتبال ایران ۹۲–۱۳۹۱ به همراه باشگاه تراکتورسازی تبریز
- قهرمانی جام حذفی در سال ۱۳۹۳ همراه با تیم فوتبال تراکتورسازی تبریز
- نایب قهرمانی در لیگ برتر فوتبال ایران ۹۸–۱۳۹۷ به همراه تیم سپاهان اصفهان

فردی
- کسب عنوان آقای گل گروه دوم مسابقات لیگ آزادگان در سال ۸۷ به همراه تیم پیام مخابرات شیراز